# (4928) Vermeer
(4928) Vermeer est un astéroïde de la ceinture principale.

## Description
(4928) Vermeer est un astéroïde de la ceinture principale. Il fut découvert le 21 octobre 1982 à Naoutchnyï par Lioudmila Karatchkina. Il présente une orbite caractérisée par un demi-grand axe de 2,15 UA, une excentricité de 0,19 et une inclinaison de 2,5° par rapport à l'écliptique.

## Nom
Cet astéroïde a été nommé en mémoire du célèbre peintre néerlandais Johannes Vermeer van Delft (1632-1675).

## Compléments